# بانوی نوویل
بانوی نوویل (به انگلیسی: Lady of Neuville) (م. ۱۲۲۸) ملکهٔ هم‌نشین امپراتوری لاتین قسطنطنیه و همسر روبر یکم بود. نام اصلی وی نامشخص است اما بنا به گفتهٔ برخی منابع اودکسی نام داشت. وی مخفیانه با روبر یکم ازدواج کرد اما پس از اطلاع برزگان امپراتوری از ازدواج مخفیانه آنها، لب و دماغ وی و مادرش بریده شده و پس از آن در دریا انداخته شدند.